# 24134 Cliffordkim
24134 Cliffordkim là một tiểu hành tinh vành đai chính với chu kỳ quỹ đạo là 1394.6560499 ngày (3.82 năm).
Nó được phát hiện ngày 4 tháng 11 năm 1999.